# Підкозарківська сільська рада
Підкозарківська сільська рада (до 1946 року — Фридріхівська сільська рада, Фрідріхівська сільська рада) — колишня адміністративно-територіальна одиниця та орган місцевого самоврядування у Дзержинському (Миропільському, Романівському) і Баранівському районах Волинської округи, Київської та Житомирської областей Української РСР з адміністративним центром у селі Підкозарківка.

## Населені пункти
Сільській раді на час ліквідації були підпорядковані населені пункти:
- с. Бубни;
- с. Будисько;
- с. Дубове;
- с. Лучиста;
- с. Підкозарківка.

## Населення
Кількість населення ради, станом на 1923 рік, становила 2 917 осіб, кількість дворів — 496.
Кількість населення сільської ради, станом на 1924 рік, становила 3 333 осіб (з перевагою німецької національности), дворів — 549.
Кількість населення ради, станом на 1931 рік, становила 2 200 осіб.

## Історія та адміністративний устрій
Створена 1923 року як об'єднання німецьких колоній — Фридріхівська сільська рада, в складі колоній Фридріхівка, Дубова (згодом — Дубове), Дублянівка, Еразмівка, Луковець, Лучиста, Осова, Полянівка, Середній Курінь, Улянівка та сільця Себерка Миропільської волості Полонського повіту Волинської губернії. 7 березня 1923 року включена до складу новоутвореного Миропільського (згодом — Романівський, Дзержинський) району Житомирської (згодом — Волинська) округи. 1 вересня 1925 року с. Себерка та кол. Улянівка виділені в окрему, Сяберську сільську раду Довбишського району. 23 травня 1928 року сільську раду передано до складу Баранівського району Волинської округи. 1 березня 1934 року кол. Осова передано до складу Людвиківської сільської ради Мархлевського району. 23 серпня 1934 року, відповідно до постанови Президії ВУЦВК «Про ліквідацію Бубнівської сільської ради Баранівського району», до складу ради включено кол. Бубни ліквідованої Бубнівської сільської ради Баранівського району. У 1939 році кол. Еразмівка передано до складу Ново-Миропільської сільської ради Дзержинського району. Станом на 1 жовтня 1941 року колонії Дублянівка, Луковець, Полянівка, Середній Курінь не перебували на обліку населених пунктів.
7 червня 1946 року, відповідно до указу Президії Верховної ради Української РСР «Про збереження історичних найменувань та уточнення і впорядкування існуючих назв сільрад і населених пунктів Житомирської області», сільську раду перейменовано на Підкозарківську через перейменування її адміністративного центру на с. Підкозарківка.
Станом на 1 вересня 1946 року сільська рада входила до складу Баранівського району Житомирської області, на обліку в раді перебували села Будисько, Дубове, Лучиста, Підкозарківка та х. Бубно.
Ліквідована 1 грудня 1952 року, відповідно до указу Президії Верховної ради Української РСР «Про ліквідацію Підкозарківської с-р Баранівського р-н Житомирської області», села Бубни, Будисько, Лучиста та Підкозарківка включено до складу Полянківської сільської ради, с. Дубове — до складу Вільшанської сільської ради Баранівського району Житомирської області.